# Limberg (Asbach)
Limberg ist ein Ortsteil der Ortsgemeinde Asbach im Landkreis Neuwied im nördlichen Rheinland-Pfalz.

## Geographie
Der Weiler liegt im Niederwesterwald nordwestlich des Hauptortes Asbach auf einer Anhöhe östlich des Pfaffenbachs und unterhalb des 292 m ü. NN hohen Limberger Kopfs. Westlich und nördlich des Ortes verläuft die Grenze zur Ortsgemeinde Buchholz (Westerwald). Der Ort ist über die Kreisstraße 48 mit Buchholz und dem Asbacher Ortsteil Bennau verbunden.

## Geschichte
Limberg liegt im historischen Gebiet der „Elsaff“, das schon 893 im Prümer Urbar unter dem Namen „de Elsaffe“ genannt wurde.
Mitte des 13. Jahrhunderts kam die Region des heutigen Asbacher Landes in den landesherrlichen Besitz des Kurfürstentums Köln. Der Ort war Teil der „Honnschaft Elsaff“, die zum Kirchspiel Asbach gehörte und der Verwaltung des kurkölnischen Amtes Altenwied unterstand. In einer 1660 vom Kölner Kurfürsten Maximilian Heinrich angeordneten Bestandsaufnahme hatte Limberg zwei Höfe.
Nachdem das Rheinland 1815 zu Preußen gekommen war, gehörte Limberg zur Gemeinde Elsaff im damals neu gebildeten Kreis Neuwied und wurde von der Bürgermeisterei Asbach verwaltet. Nach einer Volkszählung aus dem Jahr 1885 hatte Limberg sieben Einwohner, die in drei Häusern lebten.
Bis zum 16. März 1974 gehörte Limberg zu der bis dahin eigenständigen Gemeinde Elsaff, welche mit gleichem Datum aufgelöst wurde und deren Ortschaften entsprechend der ehemaligen Kirchspielzugehörigkeit den neu gebildeten Ortsgemeinden Asbach und Buchholz zugeordnet wurden. Hierbei kam Limberg zu Asbach und gehört seitdem zur Gemarkung Elsaff-Asbach. 1987 zählte Limberg elf Einwohner.

## Limberger Kopf
Östlich des Ortes liegt der 292 m ü. NN hohe Limberger Kopf, auf dem vom Ende des 19. Jahrhunderts bis Ende der 1950er Jahre Basalt abgebaut wurde. Unterhalb des Ortes Limberg verlief seit 1892 die Bröltalbahn, die Trasse wird heute als Wanderweg genutzt, von der ehemaligen Verladestelle Limberg sind die Rampenmauern erhalten. In dem aufgelassenen Steinbruch hat sich ein See gebildet, der Limberger Kopf und der See sind heute als geschützter Landschaftsbestandteil ausgewiesen.